# Gouverneur Morris

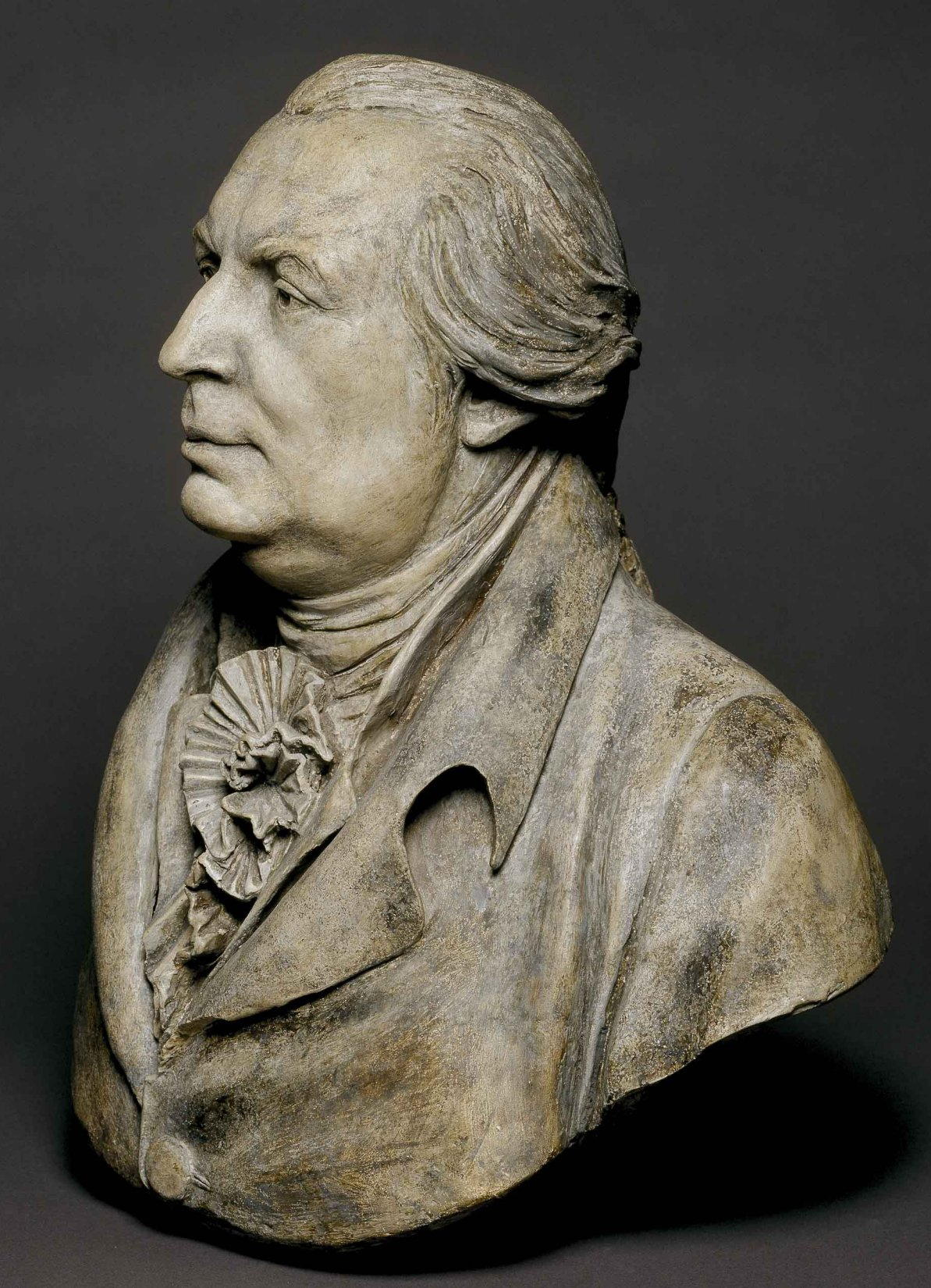
Busto in pietra raffigurante Gouverneur Morris I, opera di Jean-Antoine Houdon, 1789, Parigi.

Gouverneur Morris I (New York, 30 gennaio 1752 – New York, 6 novembre 1816) è stato un politico statunitense.

## Biografia
Rappresentò la Pennsylvania al Senato, quando essa entrò nella Federazione nel 1787. È inoltre considerato uno dei padri fondatori della nazione. Fu uno dei firmatari degli Articoli della Confederazione e un diede un contributo significativo alla stesura della Costituzione degli Stati Uniti d'America, della quale fu uno dei firmatari. Scrisse il preambolo della Costituzione. In un'epoca nella quale la maggior parte degli americani si considerava cittadino esclusivamente del proprio Stato, avanzò l'idea del concetto di cittadinanza di una singola "Unione di Stati".
Dopo la ratifica della Costituzione, Morris prestò servizio come ministro plenipotenziario in Francia. Convinto sostenitore di Hamilton, Morris non fece mistero delle sue simpatie foglianti e monarchiche e fu ostile all'instaurazione della republica in Francia e all'esecuzione di Maria Antonietta. Morris tornò negli Stati Uniti nel 1798 e fu eletto senatore nel 1800. Affiliatosi al Partito Federalista, non fu rieletto alle elezioni del 1803. Dopo aver lasciato il Senato, prestò servizio come presidente della Commissione del Canale Erie.